# Hong Kong Film Awards
Els Hong Kong Film Awards o HKFA (en xinès 香港電影金像獎, "Premis de cinema de Hong Kong") són una cerimònia anual creada l'any 1982 que se sol celebrar el mes d'abril per a recompensar la producció cinematogràfica hongkonguesa i que gaudeix d'un prestigi equivalent al dels Oscars americans.
Els HKFA són administrats per representants de tretze cossos professionals del cinema de Hong Kong. Estan oberts a tots els llargmetratges realitzats a Hong Kong durant l'any precedent. S'entén per "llargmetratge realitzat a Hong Kong" tota pel·lícula que compleix aquests tres requisits: el director ha de ser un resident de Hong Kong, la companyia productora ha d'estar-hi registrada i almenys sis persones de l'equip de producció han de ser-ne residents. Des del 2002, el HKFA també inclouen una categoria a millor pel·lícula asiàtica no feta a Hong Kong, però que hi ha estat estrenada.

## Premis
| - Millor pel·lícula - Millor director - Millor guió - Millor actor - Millor actriu - Millor actor secundari - Millor actriu secundària - Millor actor debutant - Millor fotografia - Millor muntatge | - Millor direcció artística - Millor vestuari i maquillatge - Millor coreografia d'acció - Millor banda sonora original - Millor cançó original - Millors efectes sonors - Millors efectes visuals - Millors pel·lícula asiàtica - Millor director debutant |

## Premi a la millor pel·lícula
- 1982 - Father and Son (1981)
- 1983 - Boat People (1982)
- 1984 - Ah Ying (1983)
- 1985 - Homecoming (1984)
- 1986 - Police Story (1985)
- 1987 - A Better Tomorrow (1986)
- 1988 - An Autumn's Tale (1987)
- 1989 - Rouge (1987)
- 1990 - Beyond the Sunset (1989)
- 1991 - Days of Being Wild (1991)
- 1992 - To Be Number One (1991)
- 1993 - Cageman (1992)
- 1994 - C'est la vie, mon chéri (1994)
- 1995 - Chungking Express (1994)
- 1996 - Summer Snow (1994)
- 1997 - Comrades: Almost a Love Story (1996)
- 1998 - Made in Hong Kong (1997)
- 1999 - Beast Cops (1998)
- 2000 - Ordinary Heroes (1998)
- 2001 - Tigre i drac (Crouching Tiger, Hidden Dragon) (2000)
- 2002 - Shaolin Soccer (2001)
- 2003 - Infernal Affairs (2002)
- 2004 - Running on Karma (2003)
- 2005 - Kung Fu Hustle (2004)
- 2006 - Election (2005)
- 2007 - After This Our Exile (2006)
- 2008 - The Warlords (2007)
- 2009 - Ip Man (2008)
- 2010 - Bodyguards and Assassins (2009)
- 2011 - Gallants (2010)
- 2012 - A Simple Life
- 2013 - Cold War
- 2014 - The Grandmaster
- 2015 - The Golden Era
- 2016 - Ten Years
- 2017 - Trivisa